# Ivan Henjak
Ivan Henjak, né le 9 mars 1963 en Croatie, est un ancien joueur de rugby à XIII devenu entraîneur. Il est actuellement entraîneur de la franchise australienne des Brisbane Broncos, remplaçant Wayne Benne en 2009, devenant le second entraîneur de l'histoire de cette franchise. Avant d'entamer sa carrière d'entraîneur, il a été joueur à St. George Dragons, Canberra Raiders et Western Suburbs Magpies. Il est l'oncle de Matthew Henjak qui est joueur de rugby à XV.